# De Bagenrieux

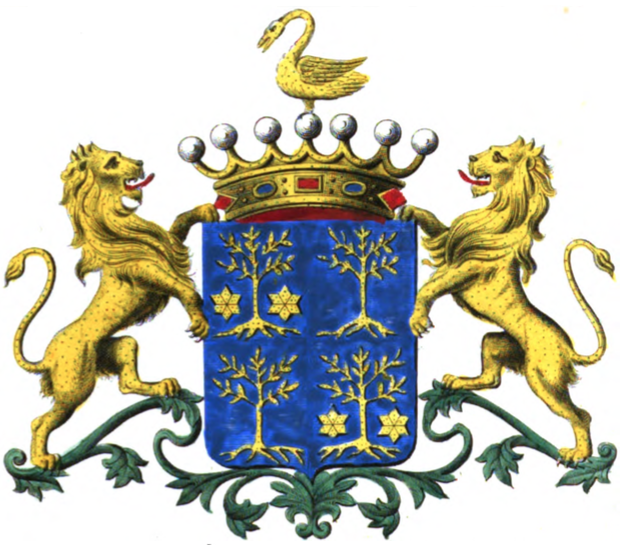
Wapen van de familie de Bagenrieux

De Bagenrieux was een Zuid-Nederlandse adellijke familie.

## Geschiedenis
In 1782 werd door keizer Jozef II erfelijke adel verleend aan Claude-Ignace de Bagenrieux, baljuw van de kasselrij Bergen en behorende tot een familie die afkomstig was uit Aat. Hij was getrouwd met Marie-Françoise van Ypersele en ze kregen drie zoons (zie hierna).

## Charles de Bagenrieux
- Charles Henri Victor de Bagenrieux (Twee-Akren, 3 april 1766 - Bergen, 20 september 1837) was gemeenteraadslid in Bergen. In 1823 werd hij onder het Verenigd Koninkrijk der Nederlanden erkend in de erfelijke adel. Hij trouwde in 1797 met Marie-Philippine Durand (1773-1842).
  - Philémon de Bagenrieux (1802-1870) werd senator. Hij trouwde met Marie-Hélène Dardenne (1799-1883). Ze hadden twee dochters. In 1839 verkreeg hij de titel baron, overdraagbaar bij eerstgeboorte. Deze familietak doofde uit bij zijn overlijden in 1870.

## Omer de Bagenrieux
Omer Henri Remy de Bagenrieux (Bergen, 27 december 1769 - 7 januari 1827) was lid van de Provinciale Staten van Henegouwen. In 1823 werd hij erkend in de erfelijke adel. Hij bleef vrijgezel.

## Auguste de Bagenrieux
- Auguste Bernard Maximilien de Bagenrieux (Twee-Akren, 26 april 1776 - 16 augustus 1831) was onder het ancien régime officier in Oostenrijkse dienst. In 1823 werd hij erkend in de erfelijke adel. Hij trouwde met Isabelle Cossée (1782-1855)
  - Charles de Bagenrieux (1809-1844) werd burgemeester van Twee-Akren en provincieraadslid van Henegouwen.
  - Victor de Bagenrieux (1810-1868) was eveneens burgemeester van Twee-Akren en provincieraadslid van Henegouwen. Hij trouwde met Elisa Galland dit de Carnière (1811-1890). Ze kregen zes kinderen.
    - Auguste de Bagenrieux (1834-1899) werd ingenieur bij de Belgische spoorwegen. Hij trouwde met Alix de Villegas (1840-1877). Hij was de laatste mannelijke nazaat. Zijn twee zoons en vier van zijn dochters stierven in de jaren zeventig. De laatste naamdraagster was zijn dochter Blanche de Barengieux, die in 1953 overleed, waarmee deze familie helemaal uitdoofde.